# Lakalaka

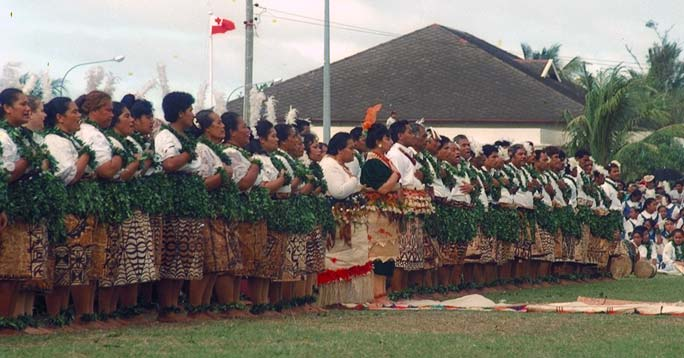
Lakalaka

El lakalaka és una dansa provinent de l'arxipèlag de Tonga, que està situat al nord del pacífic, al sud de Nova Zelanda.

## Descripció
Aquesta és la dansa principal de Tonga i forma part del Patrimoni Cultural de la Humanitat de la UNESCO. Normalment els que ballen van vestits amb roba de color blanc i negre amb unes faldilles fetes de fulles. Aquesta dansa és una barreja de coreografia, oratòria i polifonia vocal. Aquest ball és practicat per tota la gent de Tonga quan hi ha algun esdeveniment important, i es poden arribar a aconseguir centenars de persones alineades en dues fileres, els homes a l'esquerra i les dones a la dreta, però durant la cançó es poden anar canviant de banda; al mig i van les persones importants. Els homes ballen fent moviments ràpids i cops contundents, i les dones fan moviments lents i elegants.
El lakalaka s'ha fet tan famós que es pot utilitzar en qualsevol ocasió. Entre elles diverses realitzades per la reina Salote, com Takafalu, Nailasikau, Sangone, Langi OTU, Tuaikaepau, i així successivament.

## Coreografia
Els moviments de la dansa dels homes i les dones són diferents. La majoria de les vegades les dones fan petits passos cap a l'esquerra i just, i els seus moviments dels braços són petits i fluids.
Els ballarins estan drets en una o més files, depenent del nombre de participants. Darrere d'ells el cor; Lakalaka és una dansa cantada, amb poc o nul acompanyament instrumental. A vegades, enmig d'alguns lakalaka hi ha estrofes amb uns tipus diferent de lletres i la música que la resta, anomenat el sipa.

### Artistes
Les persones al centre de la primera fila, en la línia de divisió entre els dos sexes són conegudes com les vāhenga. Aquestes són les persones amb el rang més alt del grup, sovint un príncep o una princesa. El que és percebut com el més important, ja sigui l'home o dona vāhenga en general també porta un uniforme diferent a la resta. L'altre és vāhenga i vesteix igual que els altres artistes. Les dues últimes posicions també es reserven per a persones d'alt rang. Les posicions en segon lloc, al costat de la vāhenga són per a les persones de rang inferior següent. Totes les altres posicions les decideix el mestre de dansa.
És per un grup de ball un gran honor si un príncep o una princesa o noble participa com a vāhenga al seu lakalaka. Això només pot ser fet a vegades on el rei és el convidat d'honor, com el seu aniversari o el centenari d'una església, etc. Tots els balls de Tonga, en especial els oficials, com la lakalaka són, de fet, una deferència als caps. A Tonga tothom té un rang específic. La família rieal en la part superior, els caps de sota d'ella, i així successivament. No es pot rendir homenatge a algú inferior en rang.

### Vestimenta
La vestimenta normal dels ballarins és tan formal com la dansa. Sovint, un blanc o negre amb camisa i unes faldilles de fulles, una faixa ornamental de fulles i flors aromàtiques, en realitat feta de fibres d'hibisc. També s'utilitza el tekiteki, un petit grup de plomes de pollastre enganxades als cabells. Per a les dones, les plomes estan enganxades a un o dos pals petits, apuntant cap amunt, mentre que per als homes és un floc suau que penja cap avall. Un teki adequat és considerat com una de les accions més importants per a ser classificat com un bon ballarí.